# Кружківці
Кружкі́вці — село в Україні, у Новоушицькій селищній територіальній громаді Кам'янець-Подільського району Хмельницької області.

## Географія
Подільське село Кружківці розташоване в південно-західній частині України. У селі річка Побуянка впадає у річку Ушицю.

## Символіка

### Герб
На золотому щиті в лівому верхньому куті зображено дуб, а у правому – ялина, адже село простягнулось у ярку між хвойним та листяним лісом. У нижній частині щита по середині розміщено млин жовтого кольору, адже він є історичною пам'яткою села. Фон щита зеленого кольору.

### Прапор
Прямокутне полотнище зеленого кольору. У правому верхньому куті зображено млин жовтого кольору, адже він є історичною пам'яткою села.

## Історія
Засноване в 1672 році.
За переказом, у селі була церква святої Параскеви.
Селяни були звільнені від кріпосного права в 1861 році. На честь цієї події в багатьох селах Поділля на в'їздах встановлювали пам'ятні фігури, такі збереглись в селах: Нігин, Черче. Ця традиція помаленьку відновлюється, встановлюються статуї Божої Матері чи інші фігури.
1863 року селяни втрачають можливість користуватись рідною мовою, видано таємне розпорядження — Валуєвський циркуляр, що наказував призупинити видання значної частини книг, написаних українською мовою, а згодом доповнено Емським указом.
Внаслідок поразки визвольних змагань на початку XX століття, село надовго окуповане російсько-більшовицькими загарбниками.
Радянська окупація принесла колективізацію та розкуркулення, селяни зазнали репресій.
В 1932–1933 селяни села пережили Голодомор.
З 1991 року в складі незалежної України.
20 серпня 2015 року шляхом об'єднання сільських рад, село увійшло до складу Новоушицької селищної громади, до цього органом місцевого самоврядування була Отроківська сільська рада.
До адміністративної реформи 19 липня 2020 року село належало до Новоушицького району, в результаті адміністративно-територіальної реформи увійшло до складу Кам'янець-Подільського району.

## Населення
Населення становить 154 особи.